# یوهانی سوتارینن
یوهانی سوتارینن (فنلاندی: Juhani Suutarinen؛ زادهٔ ۲۴ مهٔ ۱۹۴۳) ورزشکار دوگانه اهل فنلاند بود.